# 佐藤堇
佐藤菫（日语：佐藤 すみれ，1993年11月20日—），是日本女子團體SKE48 Team E的前成員之一，原本屬於姊妹團體AKB48的成員，後於2014年2月的AKB48 Group大组阁祭中移籍至SKE48。出身於埼玉縣。經紀公司是堀製作。

## 簡歷
- 6歲時加入Pinocchio promotion公司，經後並以演藝活動為夢想努力。

### 2006
- 曾經參加AKB前輩柏木由紀（第三輪25人後落選）也參加的「早安少女組。Happy8期甄選（日语：モーニング娘。の追加メンバーオーディション#モーニング娘。Happy8期オーディション）」，成為最終候選人之一。雖然早安製作人淳君很喜歡佐藤的Baby Face和聲音，但最後選上的是光井愛佳。
- 參加『AKB48第四屆研究生（7期生）徵選』合格，經紀公司為AKS。

### 2009
- 2009年8月23日在『AKB104選拔成員組閣祭』演唱會的晚場公演中，公布將昇格成為Team B的成員。
- 2009年12月7日繼大島麻衣、板野友美、河西智美、宮崎美穗之後，移籍到Horipro經紀公司。以AKB研究生的身分移籍，是繼小原春香（ドレスコード（日语：ドレスコード (芸能事務所)））、近野莉菜（イトーカンパニーリセ）之後的第3人。

### 2010
- 4月7日發行的第二張專輯『神曲集』的通常盤收錄的「自分らしさ」與小野惠令奈（畢業生）、渡邊麻友三人所唱，為佐藤的第一首被選拔的曲子。
- 5月21日，B5公演「劇場的女神」開演，正式加入Team B。
- 5月開始實施到6月的AKB48第17張單曲選拔總選舉「向母親發誓，這是真的」最中獲得31位成為Under Girl演唱淚之Sea Saw Game。
- 7月，與同屬Horipro的宮崎美穂、仁藤萌乃、石田晴香組成「納豆天使Z」。
- 9月21日『AKB48第19張單曲選拔猜拳大會』得到第6位，在AKB48第19張單曲『機會的順序』初次成為媒體選拔成員。

### 2011
- 在5月開始實施到6月的AKB48第22張單曲選拔總選舉中得到34位，第二次成為Under Girls一员。
- 在9月20日『AKB48第24張單曲選拔猜拳大會』中得到第8位，在AKB48第19張單曲『崇尚麻里子』在2011年首度成為媒體選拔成員。
- 在10月26日發行的《風正在吹》和多田愛佳成為雙中心成员演唱你的背影，為第一次站上Center的曲子，此曲也用在UHA味覚糖的廣告歌曲中。
- 在12月13日開始播放的AKB48動畫『AKB0048』聲優公開徵選中合格，替岸田美森配音。

### 2012
- 2月14日在自己的Twitter宣布成為蘿莉塔服飾Angelic Pretty（页面存档备份，存于）的專屬模特兒。
- 參與於3月24日上映的電影『奥特曼传奇』演出，並演唱插曲。
- 4月26日，『AKB0048』聲優選抜9名成員組成临时组合「NO NAME」。演唱主題曲「關於希望」和「夢將不斷重生[永久] 」。
- 5月開始實施到6月的AKB48第27張單曲選拔總選舉得到61位成為Future Girls演唱Show fight!。
- 7月20日～8月1日，於東京國際論壇的音樂劇與同公司的仁藤萌乃演出彼得潘的溫蒂雙胞胎。
- 8月24日，於AKB48 in TOKYO DOME ～1830m的夢想～演唱會第一天宣布移籍至篠田TeamA。
- 11月1日，正式成為篠田Team A成員。
- 11月2日，随篠田Team A正式参与公演活動。

### 2013
- 在6月结束的AKB48第32張單曲選拔總選舉中得到52名，成為Future Girls。
- 9月到10月，擔任男性服飾VANQUISH活動期間限定的「VANQUISH VENUS Vol.8」模特兒，並出版要購買VANQUISH服飾才能獲得的限定寫真集。

### 2014
- 2月24日「AKB48 Group大組閣祭」中、發表移籍至SKE48 Team E。
- 4月24日，AKB48相關活動終了。同月25日SKE48活動開始。
- 5月2日，大組閣後新体制Team E「手牽手」公演初日、為SKE48劇場公演初出演。
- 6月初，中西優香在G+發表佐藤堇加入SKE48最大地加團體「SKE48二次元同好會」。

### 2015
- 5月至6月，於「AKB48第41張單曲選拔總選舉」獲得49名，擔任Future girls的中心成員[1][2]。
- 10月5日，於SKE48劇場開張7週年紀念特別公演中宣布獲選為SKE48小分隊「Caramel Cats」的成員[3]。

### 2017
- 11月6日，於SKE48 Team E公演中宣布將自SKE48畢業，屆時也將退出演藝圈[4]。
- 12月31日，正式自SKE48 Team E畢業。

### 2018
- 1月7日，出席AKB48第50張單曲《11月的腳鏈》劇場盤握手會，此為她以SKE48成員身分參加的最後一場活動。

## 人物
- 暱稱是「すーちゃん」，華語地區的粉絲多用「Su醬、蘇醬、包子」称呼。
- 家中有雙親和小9歲的妹妹。父親是美容師。養有一隻馬爾濟斯和約克夏混種犬。
- 加入AKB的夢想是以個人身份出道，但認為自己的歌唱實力不足，曾一度放棄了這夢想。加入AKB48後也曾想當小說家、加入AKB48首個聲優小隊NO NAME後，逐漸增加廣播節目通告和主持人等工作。
- 官方部落格「すみれ型ウイルス」（譯作「堇型病毒」）是蘇醬從研究生時期在大島麻衣2009年4月2日畢業後到2010年5月27日為期1年多的代演發想而來。
- 小學成績非常優秀，特別是日語方面，國中在學時漢字能力鑒定獲得三級認證。
- 在AKB48裡佐藤是第一大姓，蘇醬不喜歡人家稱她「佐藤」，喜歡人稱呼她「佐藤さん」（日文『さん』有先生、小姐的意思。）
- 喜歡乙一、山田悠介、石田衣良和東野圭吾的小說，也很喜歡看手機小說。
- 喜歡的漫畫是進擊的巨人和名偵探柯南。
- 喜歡的樂團是GARNET CROW和南方之星。
- 喜歡的顏色是粉紅和粉紫，雖然房間是傳統和房，床單和睡衣和其他各種東西都是粉色系的。
- 喜歡Sanrio家族的美樂蒂，化妝包和很多小物也都是美樂蒂的商品。
- 推的隊內成員是秋元才加，最尊敬的成員是柏木由紀、篠田麻里子。

## AKB48後相關
- 首次登上AKB48的舞台是在2009年1月18日－21日SHIBUYA-AX演出的「AKB48 重溫時間 最佳曲目100 2009」中擔任伴舞。
- 自稱「握手會的蘿莉塔偶像」。不過2012年11月為紀念自己的19歲生日把從小以來留的超長的雙馬尾剪短，開始嘗試蘿麗塔風以外的造型。
- AKB48唯一長期擔任蘿莉塔風的雜誌模特兒，長期以Angelic Pretty服飾店專屬模特兒擔任在新宿風雜誌KERA的模特兒。
- 和一樣喜歡Sanrio家族美樂蒂的畢業生中田千智組成「Melody同盟」，互稱「蘇美樂」、「莎美樂」。
- 与同期升格的石田晴香合稱「すーきゃん」（Suukiyan），與同期生菊地彩香合稱「すーあや」（Suuaya）、與松井珠理奈（SKE48）合稱「すーじゅり」（Suujijari）、與感情也好的同期生鈴木紫帆里被別人稱為「ダブルタワー」（雙塔），因為兩個人因為身高都很高。
- 另外和佐藤亞美菜和伊豆田莉奈的關係很好，在加入篠田Team A後因為配音的動畫角色襲名等機緣，和本身相當敬重的篠田麻里子關係變的很要好。
- 與同姓「佐藤」的佐藤由加理、佐藤夏希、佐藤亞美菜自發組成「Sugar」[5]，在多次的AX演唱會上當MC，曾在AX2011奪得當天MC的MVP。
- 最喜歡AKB48的公演曲是愛のストリッパー。
- 回家後一定會檢視自己在節目上的表現。
- 隨著佐藤菫正式畢業，AKB48的第七期生全體成員至此全部結束在48集團的活動。

## 參加SKE48樂曲

### 單曲CD選抜曲
- 「不器用太陽」收錄 
  - 不器用太陽－「媒體選抜組」名義
  - Coming soon－「ボートピア選抜」名義
  - バナナ革命－「team E」名義

## 分組參加曲
teamE 4th Stage「手牽手」公演
- チョコの行方

## 參加AKB48樂曲

### 單曲CD選抜曲
- 「RIVER」收錄 
  - 君のことが好きだから－Under Girl名義
- 櫻花印記
- 「馬尾與髮圈」收錄 
  - 盗まれた唇－Under Girl名義
- 「無限重播」收錄
  - 涙のシーソーゲーム－Under Girl名義
  - 野菜シスターズ－野菜姐妺名義
- 「Beginner」收錄
  - 僕だけのvalue－Under Girl名義
- 「機會的順序」收錄
  - 機會的順序-媒體選拔成員
  - ＬＯＶＥ　ＪＵＭＰ - TeamB名義
- 「變成櫻花樹」收錄
  - 偶然の十字路－Under Girl名義
- 「Everyday，髮箍」收錄
  - Everyday，髮箍
  - ヤンキーソウル
- 「飛翔入手」收錄
  - 抱きしめちゃいけない－Under Girl名義
  - 青春と気づかないまま
  - 野菜占い－野菜姐妹2011名義
- 「風正在吹」收錄
  - 君の背中－Under Girl名義
- 「崇尚麻里子」收錄
  - 崇尚麻里子
  - ノエルの夜
  - 呼び捨てファンタジー－TeamB名義
- 「仲夏的Sounds good!」收錄
  - 3つの涙－Under Girl名義
- 「格子花紋」收錄
  - Show fight!－Future Girls名義
- 「UZA」收錄
  - 孤独な星空－TeamA名義
- 「 So long ! 」收錄
  - Ruby－篠田TeamA名義
- 「再見自由式」收錄
  - イキルコト－Team A名義
- 「永遠的壓力」收錄
  - 私たちのReason
- 「戀愛的幸運餅乾」收錄
  - 戀愛的幸運餅乾－Future Girls名義

### 專輯CD選抜曲
- 「神曲集」收錄
  - Baby! Baby! Baby! Baby!
  - 自分らしさ
  - 君と虹と太陽と
- 「就是在這裡」收錄
  - 恋愛サーカス－TeamB名義
  - わがままコレクション
  - ここにいたこと
- 「1830m」收錄
  - 恋愛総選挙－YM7名義
  - ノーカン－TeamB名義
  - ぐ〜ぐ〜おなか
  - 青空よ 寂しくないか?

## 分組參加曲
TeamB 4th Stage「偶像的黎明」公演
1. 單戀對角線（伴舞）

Team研究生 「偶像的黎明」公演
1. 單戀對角線

TeamA 5th Stage「恋愛禁止条例」公演
1. 暴風驟雨之間（伴舞）
2. 盛夏的聖誕玫瑰（伴舞）
3. 心型病毒

※前團員大島麻衣的代演者
TeamK 5th Stage「引体后空翻」公演
※秋元才加的全員曲代演者
THEATER G-ROSSO「不要让梦想死去」公演
1. 初次的果糖

※佐藤夏希、片山陽加的替補
TeamB 5th Stage「劇場的女神」公演
1. 你好 初恋
2. 來一塊糖果 ※

※增田有華的Under

## 演出

### 電影
- 主演放课后ロスト（2014年8月2日）飾演 里未

### 電視劇
- 馬路須加學園 最終話（2010年3月26日、東京電視台）－飾演 馬路須加女学園學生
- 馬路須加學園2 第2話－最終話（2011年4月22日－7月1日、東京電視台） - 飾演 3色
- So long !第1夜（2013年2月11日）：篠田TeamA全體演出－飾演　女學生。

### 電視動畫
- AKB0048（2012年4月29日－7月22日）－飾演 岸田美森
- AKB0048 Next Stage（2013年1月5日－）－飾演 岸田美森

### 電視節目
- 週刊AKB（2009年8月14日－，不定期出演、東京電視台）
- AKBINGO!（2009年9月16日－，不定期出演、日本電視台）
- AKB48神TV（家庭劇場）
  - Season 3（2009年11月6日・13日）
  - 特別節目〜來自北國2010〜（2010年3月27日）
  - 特別節目〜分組對抗!春季保齡球大賽〜（2010年4月30日）
  - Season4（2010年9月5日・12日）
  - 特別節目〜澳大利亞修學旅行〜（2010年9月23日）
  - Season5（2010年10月10日－31日）
  - Season6（2011年5月15日・22日）
- すイエんサー（2009年12月26日、NHK教育）
- SMAP×SMAP（2010年1月4日、富士電視台）
- AKB-級美食家運動場（2010年8月1日・8月15日、食と旅のフーディーズTV）
- 原來如此！高校（2010年10月9日・2011年4月21日－、日本電視台）
- 有吉AKB共和国（2010年10月21日、TBS）
- AKB48短劇「微妙〜」 （2011年10月20日－2012年2月9日、不定期出演、ひかりTV）
- R的法則（2011年12月21日 - 不定期出演、NHK Eテレ）
- WALKING EYES アルクメデス（2011年12月22日、NHK総合）
- AKB48的你、是誰？（2012年4月4日－不定期出演、NOTTV）
- ごきげん歌謡笑劇団（2012年7月7日、NHK総合）
- #エンダン（2013年1月29日－、NOTTV）－星期二主持人
- ハーフタイム（2013年4月4日－、TOKYO MX） - 星期四現場轉播「中継!行列店のおとなりさん」外景主持人（和石田晴香隔週交互出演）

### 廣播
- AKB48 明日までもうちょっと。（2009年10月26日・11月16日・30日・2010年1月11日・2月8日・4月5日・12日・6月18日・7月5日、文化放送）
- AKB48 今夜は帰らない…（2010年8月23日－、CBC電台）
- AKB48のオールナイトニッポン（2012年4月6日－不定期出演、ニッポン放送）
- リッスン? 〜Live 4 Life〜（2012年4月24日－不定期出演、文化放送）

### 廣播劇
- AKB48的"我們的故事"（NHK-FM）
  - 第23話 「上から降りてきたマリコ」（2011年12月23日）
  - 第40話 「希望について」（2012年9月14日）
  - 第50話 「東北サイコー!」（2013年2月15日）

### 活動
- ♥サマーパーティー♥ホリプロ50周年記念!!及びBS-TBS開局10周年記念アイドル50人大集合!!（2010年8月24日、赤坂BLITZ）
- メディア／アイドルミュージアム（2012年11月21日－2013年4月7日、SKIP　Ｃｉｔｙ 彩の国ビジュアルプラザ 映像ミュージアム）－名誉館長

### 演唱會
- ココ・スマイル ファミリーコンサート VOL,2〜Legend〜（2006年1月8日、セシオン杉並）

### 音樂劇
- ココ・スマイル3〜虹色のメロディー〜（2004年8月18日－22日、銀座博品館劇場（日语：博品館劇場）） - 飾演 まりも
- ココ・スマイル4〜金星のステージ〜（2005年8月24日－28日、銀座博品館劇場）－飾演 ココ
- 葉っぱのフレディーいのちの旅ー（日语：葉っぱのフレディ〜いのちの旅〜）（2006年7月－8月、全国公演）－飾演 メアリ
- 葉っぱのフレディーいのちの旅ー（2007年7月－8月、全国公演）－飾演 葉っぱ／鳥ダンサー
- ココ・スマイル4〜金星のステージ〜（2008年8月14日－19日、シアターサンモール（日语：シアターサンモール））－飾演 つぐみ

### 活動
- AKB0048 NO NAME FIRST KILALIVE（2013年2月17日）[6]

## 外部連結
- SKE48官網個人介紹頁（页面存档备份，存于）（日語）
- Horipro官網個人介紹頁（日語）
- 佐藤堇的Ameba個人Blog（页面存档备份，存于）（日語）
- 佐藤堇在SKE48的官方Blog（日語）
- 佐藤堇的X（前Twitter）（日語）
- 佐藤堇的Facebook專頁頁面（日語）